# Owin, Radioapparatefabrik
Die Owin, Radioapparatefabrik GmbH in Hannover war in den 1920er und 1930er Jahren ein deutsches Unternehmen zum Bau verschiedener Radiogeräte hauptsächlich aus eigener Produktion.

## Geschichte
Die Owin, Radioapparatefabrik wurde zur Zeit der Weimarer Republik im März 1924 gegründet als GmbH mit Sitz in der Arndtstraße durch den Diplom-Ingenieur Ernst Plathner (* 9. Februar 1899 in Hannover; † 26. November 1971 in Barsinghausen), einem Schwager des Eisenwaren-Großhändlers und Geldgebers Oscar Winter jun. (* 15. Dezember 1894 in Hannover; für tot erklärt am 18. Januar 1945 in Elze), dessen Vor- und Zuname zugleich die Buchstaben des Firmennamens bildeten. Anfangs wurden Detektorempfänger und „Kopfhörerverteilerbretter“ gefertigt. Nachdem im Dezember desselben Jahres der NORAG-Nebensender Hannover der Nordischen Rundfunk AG in Betrieb gegangen war, stieg der Verkauf der Owin-Detektorgeräte als einfachstes und daher auch billigstes Radio sprunghaft an. Bald aber konnte das Unternehmen auch mit dem Bau erster Röhrenempfänger beginnen.
1925 wurde die Firma mit ihrem Gerätelager, Labor und Montageräumen in ein dreistöckiges Gebäude in der Talstraße hinter dem Hannover Hauptbahnhof verlegt. Dort konnte nun – unter Verwendung von Röhren der Firmen Telefunken und Valvo – mit der Produktion eigener Radiogeräte begonnen werden, die über ein Netz von Handelsvertretern auch ins Ausland verkauft wurden.

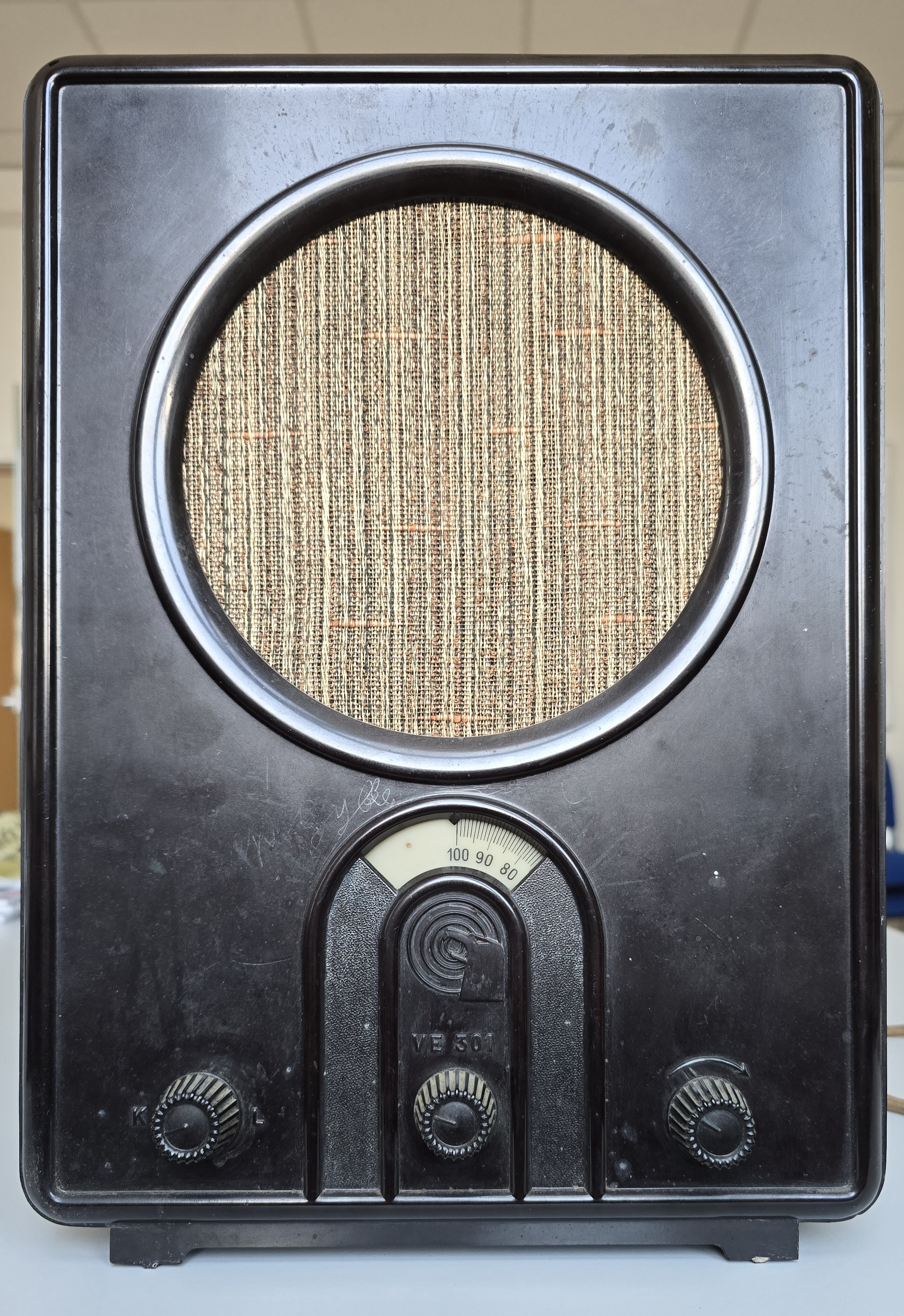
Owin-Volksempfänger VE 301 W, Apparat Nummer 32506; Bakelit-Gehäuse

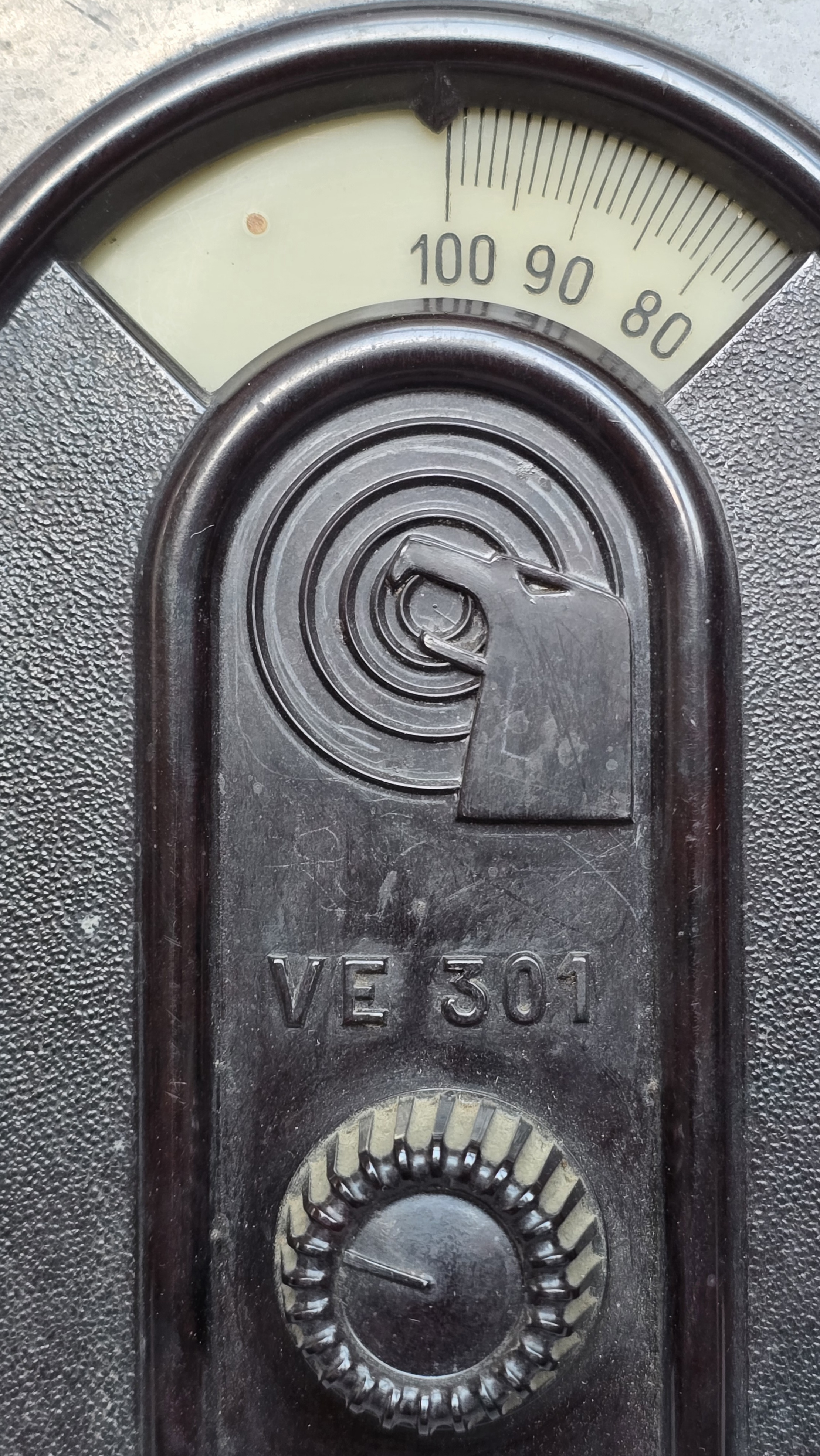
Dreh-Skala mit stylisiertem Adlerkopf und Typenbezeichnung VE 301

In den Jahren 1927 und 1928 vollzog Owin nach und nach die Umstellung ihrer Radios vom Batteriebetrieb zu Netzgeräten. Diese wurden ab dem Beginn der 1930er Jahre mit Empfangsgerät, Netzteil und Lautsprecher in einem polierten Gehäuse angeboten und konnten in immer größeren Mengen verkauft werden. Als nach der Machtergreifung der NSDAP auch die Owin-Radioapparatefabrik – wie sämtliche 28 Radiohersteller im sogenannten „Dritten Reich“ – durch die Reichsrundfunkkammer zwangsbeteiligt wurde zum Bau des Volksempfängers des Typs VE 301, musste Owin 1934 schließlich weitere Räumlichkeiten beziehen für die Fertigung sowie die Verwaltung in der Hagenstraße sowie der Tellkampfstraße. Dort bauten mehrere hundert Frauen mit dem Lötkolben Einzelteile zusammen, wurden Baukästen zum Selbstbau von Radiogeräten und zum Erlernen der Radiotechnik publiziert, beispielsweise der „Kosmos“-Experimentierkasten für „geweckte Jungen“.
1934 markiert das Jahr mit der größten Produktion eigener Owin-Produkte sowie der Herstellung von täglich 100 Volksempfängern.

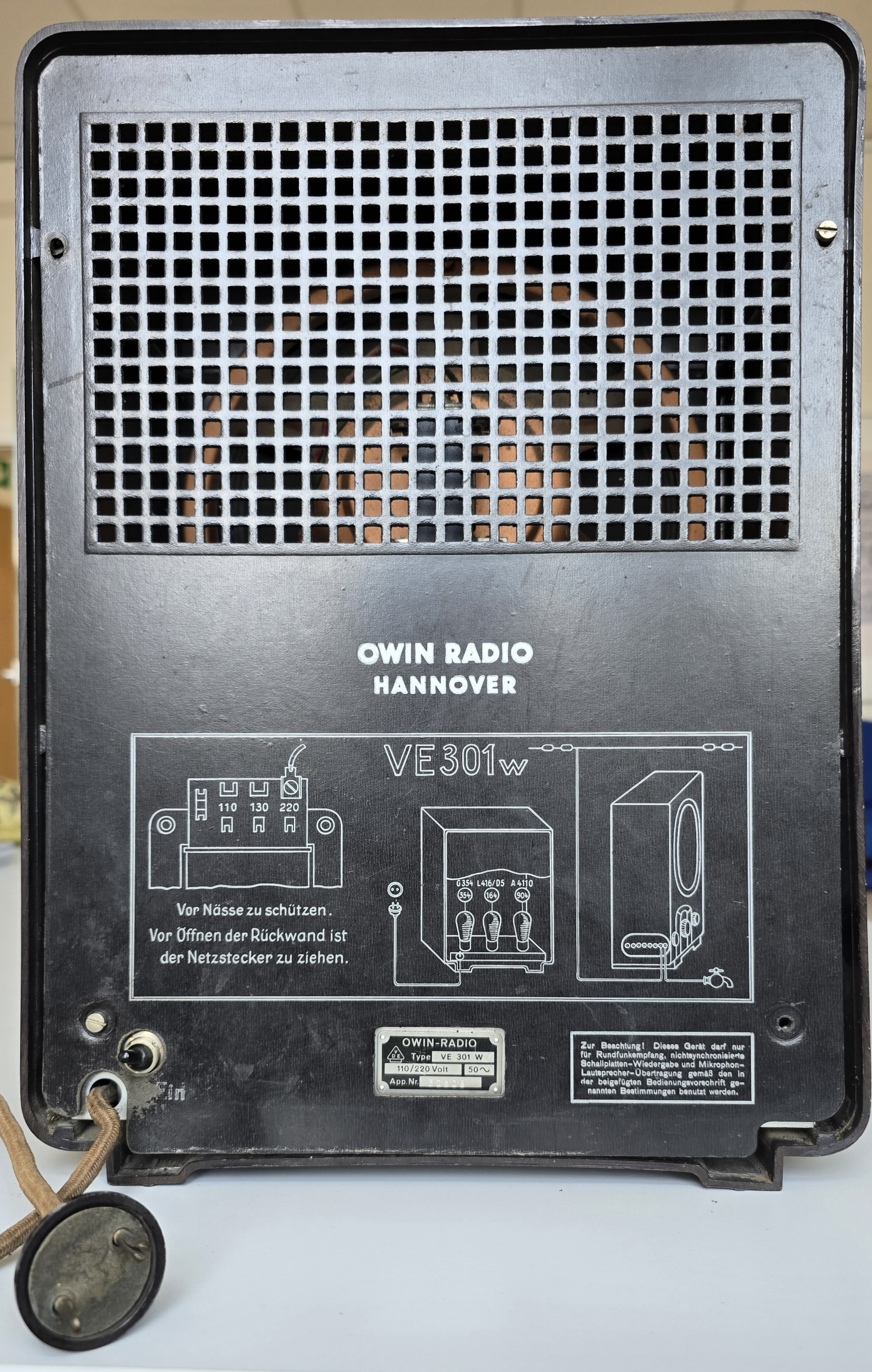
Rückwand im Gehäuse aus
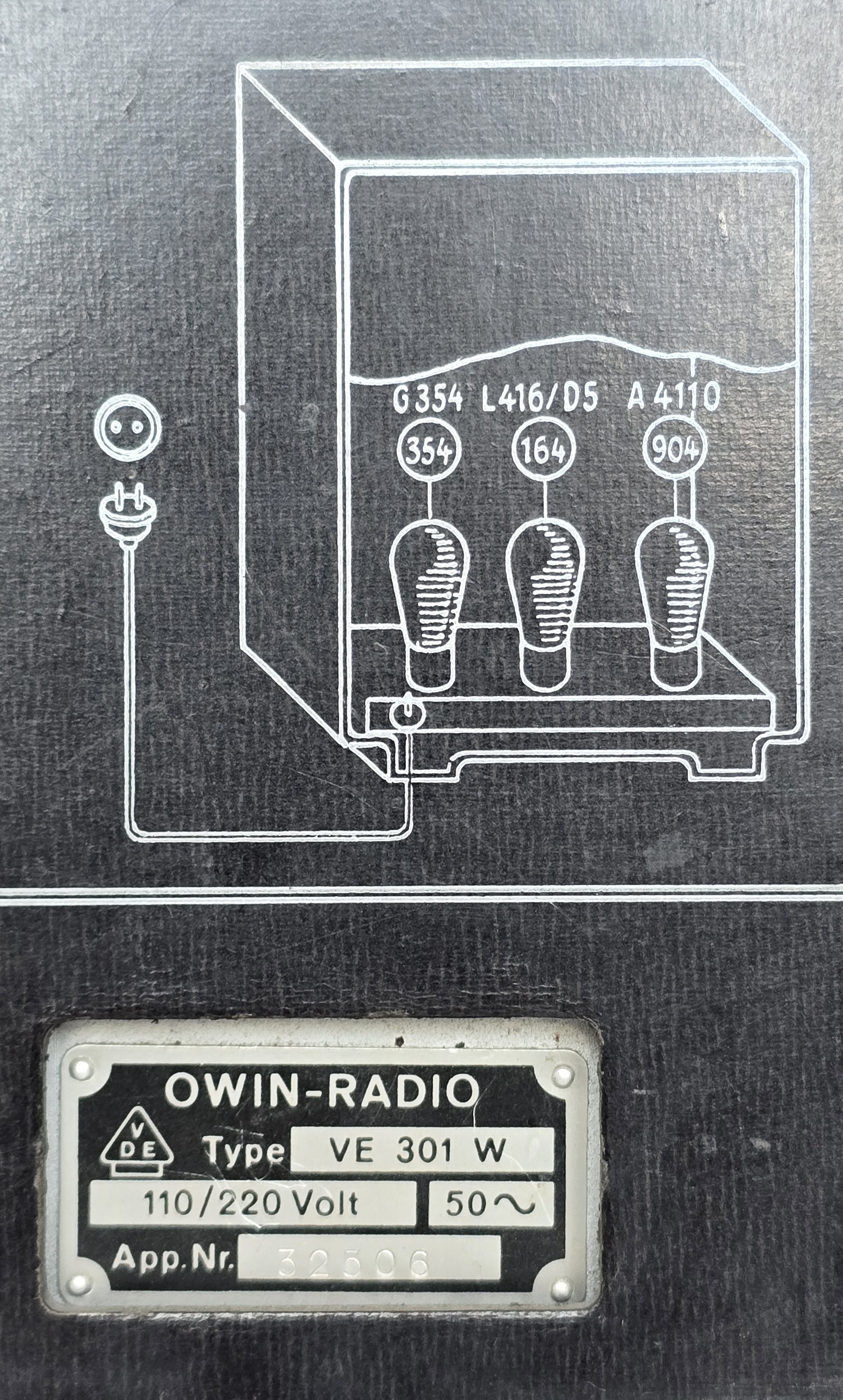
Radioröhren-Bezeichnungen und Typenschild
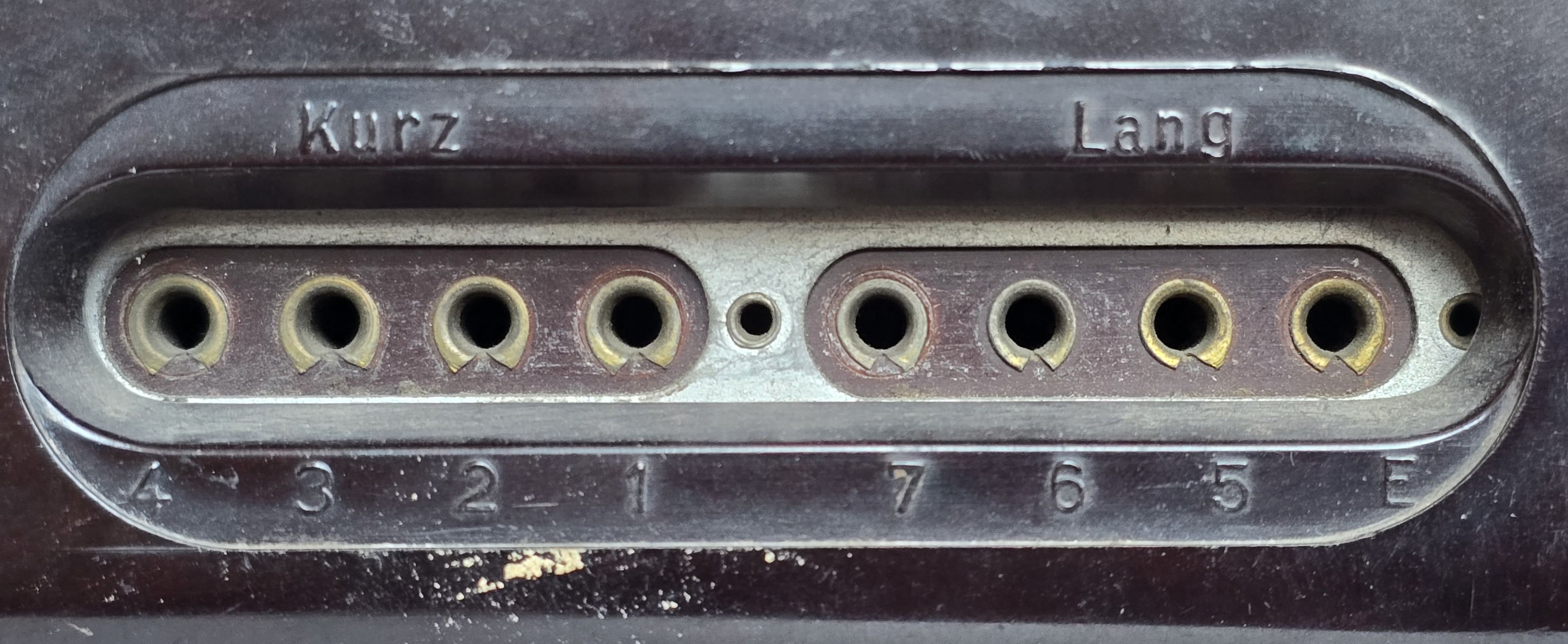
Buchsen
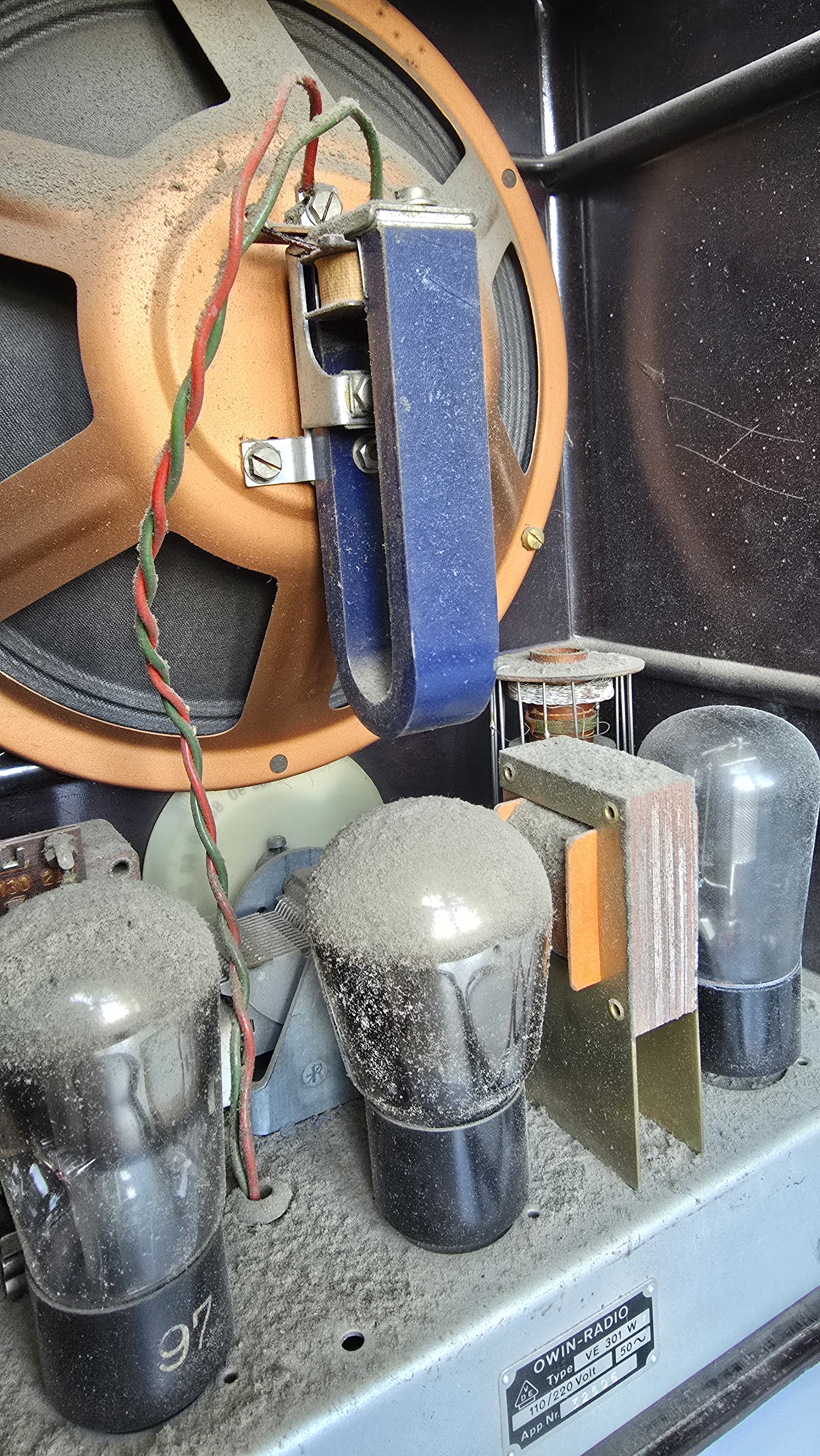
Geöffnetes Gehäuse

Doch das schnelle und auch zu große Wachstum bei zugleich dünnem Eigenkapital der Owin-Radioapparatefabrik führte wiederholt auch zu Fehlern in der Produktion und sogar zu Rücknahmeaktionen, so dass das Unternehmen 1936 schließlich in Konkurs ging.
Nach dem Zweiten Weltkrieg betrieb der Firmengründer Ernst Plathner eine Transformatorenfabrik und meldete 1953 ein Gebrauchsmuster mit der Nummer DE1660860 für „Eisengeschlossene Selbstinduktion“ an, im Folgejahr 1954 unter der Nummer DE1680029 U für eine „Schichtdrossel fuer Leuchtstofflampen (Fluorescent lamps layer throttle ...)“.